# 닛포리역
닛포리역(일본어: 日暮里駅)은 일본 도쿄도 아라카와구에 위치한 동일본 여객철도 · 게이세이 전철 · 도쿄 도 교통국의 철도역이다. JR 동일본의 각 노선과 게이세이 본선 도쿄 도 교통국의 닛포리 · 도네리 라이너 등 3개의 노선이 운행되고 있다.

## 타는 곳

### JR 동일본
섬식 승강장 3면 6선의 구조를 갖춘 선상역사이다.
게이힌 도호쿠 선의 쾌속전철은 이 역을 통과 한다.
| 3  | ■ 조반선 (쾌속)              | 상행      | 우에노 · 도쿄 · 시나가와 방면 (■ 우에노도쿄라인 포함)      | 도쿄역으로부터 도카이도 본선으로 직통 (시나가와 역까지) |
| 4  | ■ 조반선 (쾌속) (■ 나리타선) | 하행      | 기타센주 · 마쓰도 · 도리데 · 나리타 · 쓰치우라 · 미토 방면 | 조반선 (각 역 정차)는 기타센주 역에서 환승              |
| 9  | 게이힌 도호쿠 선             | 남쪽      | 우에노 · 도쿄 · 시나가와 · 요코하마 방면                   | 요코하마 역으로부터 네기시 선으로 직통                  |
| 10 | 야마노테 선                  | 외선 순환 | 우에노 · 도쿄 · 시나가와 · 메구로 방면                     |                                                         |
| 11 | 야마노테 선                  | 내선 순환 | 이케부쿠로 · 신주쿠 · 시부야 방면                          |                                                         |
| 12 | 게이힌 도호쿠 선             | 북행      | 다바타 · 아카바네 · 오미야 방면                            |                                                         |

#### 발차 멜로디
조반선 승강장은 사쿠라이 음악 공방, 게이힌 도호쿠 선 승강장은 사운드 팩토리, 야마노테 선 승강장은 일본 전음의 곡을 사용하고 있다.
| 3  | Sunrise               |
| 4  | 선로 저쪽             |
| 9  | 교회에 있는 역 (SF-3) |
| 10 | 얕은 여울 (종 강조)   |
| 11 | 봄 (강조 멜로디)      |
| 12 | 봄 New Ver. (SF-12)   |

### 게이세이 전철
총 3면 2선의 승강장 구조를 갖췄으며, 지상 1층에는 단선 승강장은 상행 방면, 2층은 콩코스, 3층에는 2면 1선 승강장의 구조의 하행 플랫폼으로 구성되어 있다.
| 0 | 게이세이 본선             | 상행 |                                    | 우에노 방면                                                     |
| 1 | 나리타 익스프레스 선 직통 | 하행 | 스카이라이너                       | 나리타 공항 방면                                                |
| 1 | 게이세이 본선             | 하행 | 시티 라이너 (부정기) 이브닝 라이너 | 아오토 · 후나바시 · 나리타 · 나리타 공항 방면                   |
| 2 | 나리타 익스프레스 선 직통 | 하행 | 액세스 특급                        | 아오토 · 다카사고 · 인바니혼이다이 · 나리타 공항 방면           |
| 2 | 게이세이 본선             | 하행 | 일반 전차                          | 아오토 · 다카사고 · 후나바시 · 나리타 · 나리타 공항 · 지바 방면 |

### 도쿄 도 교통국
두단식 승강장 1면 2선의 구조를 갖춘 고가역이다.
| 1 · 2 | ■ 닛포리 · 도네리 라이너 | 하행 | 미누마다이신스이코엔 방면 |

## 이용 현황

### 연도별 1일 평균 승·하차 인원
| 연도별 1일 평균 승하차 인원 | 연도별 1일 평균 승하차 인원 | 연도별 1일 평균 승하차 인원 | 연도별 1일 평균 승하차 인원 | 연도별 1일 평균 승하차 인원 |
| 연도                        | 게이세이 전철               | 게이세이 전철               | 도쿄 도 교통국              | 도쿄 도 교통국              |
| 연도                        | 1일 평균 하차 인원          | 증가율                      | 1일 평균 하치 인원          | 증가율                      |
| --------------------------- | --------------------------- | --------------------------- | --------------------------- | --------------------------- |
| 2002년                      | 85,188                      |                             | 미개업                      | 미개업                      |
| 2003년                      | 84,222                      | -1.1%                       | 미개업                      | 미개업                      |
| 2004년                      | 85,880                      | 2.0%                        | 미개업                      | 미개업                      |
| 2005년                      | 85,457                      | -0.5%                       | 미개업                      | 미개업                      |
| 2006년                      | 84,802                      | -0.8%                       | 미개업                      | 미개업                      |
| 2007년                      | 87,756                      | 3.5%                        |                             |                             |
| 2008년                      | 89,404                      | 1.9%                        | 29,568                      |                             |
| 2009년                      | 90,211                      | 0.9%                        | 33,183                      | 12.2%                       |
| 2010년                      | 92,563                      | 2.6%                        | 35,855                      | 8.1%                        |
| 2011년                      | 92,006                      | -0.6%                       | 37,137                      | 3.6%                        |
| 2012년                      | 94,853                      | 3.1%                        | 38,347                      | 3.3%                        |
| 2013년                      | 96,428                      | 1.7%                        | 40,840                      | 6.5%                        |
| 2014년                      | 95,301                      | -1.2%                       | 42,710                      | 4.6%                        |
| 2015년                      | 98,125                      | 3.0%                        | 45,496                      |                             |
| 2016년                      | 101,154                     | 3.1%                        |                             |                             |

### 연도별 1일 평균 승차 인원 (1992 ~ 2000년)
| 연도별 1일 평균 승차 인원 | 연도별 1일 평균 승차 인원 | 연도별 1일 평균 승차 인원 |
| 연도                      | JR 동일본                 | 게이세이 전철             |
| ------------------------- | ------------------------- | ------------------------- |
| 1992년                    | 74,973                    | 42,652                    |
| 1993년                    | 76,726                    | 43,362                    |
| 1994년                    | 77,260                    | 43,400                    |
| 1995년                    | 77,806                    | 44,260                    |
| 1996년                    | 78,627                    | 44,595                    |
| 1997년                    | 77,510                    | 44,542                    |
| 1998년                    | 76,811                    | 43,636                    |
| 1999년                    | 76,998                    | 43,358                    |
| 2000년                    | 77,469                    | 43,375                    |

### 연도별 평균 승차 인원 (2001년 ~ )
| 연도별 평균 승차 인원 | 연도별 평균 승차 인원 | 연도별 평균 승차 인원 | 연도별 평균 승차 인원 |
| 연도                  | JR                    | 게이세이              | 도쿄 도 교통국        |
| --------------------- | --------------------- | --------------------- | --------------------- |
| 2001년                | 77,823                | 42,584                | 미개업                |
| 2002년                | 79,852                | 42,521                | 미개업                |
| 2003년                | 79,694                | 41,552                | 미개업                |
| 2004년                | 79,000                | 41,795                | 미개업                |
| 2005년                | 78,921                | 41,611                | 미개업                |
| 2006년                | 78,653                | 41,222                | 미개업                |
| 2007년                | 81,444                | 42,585                |                       |
| 2008년                | 90,637                | 43,468                | 15,010                |
| 2009년                | 94,429                | 43,964                | 16,580                |
| 2010년                | 96,633                | 43,953                | 17,920                |
| 2011년                | 96,747                | 44,675                | 18,576                |
| 2012년                | 99,875                | 46,088                | 19,175                |
| 2013년                | 102,817               | 46,983                | 20,421                |
| 2014년                | 103,809               | 46,507                | 21,365                |
| 2015년                | 107,399               | 47,791                | 22,758                |

## 역 주변
- 아라카와구립 닛포리 도서관
- 아라카와구청 닛포리 구민사무소
- 유야케단단

## 인접 역
| 동일본 여객철도 도호쿠 본선                  | 동일본 여객철도 도호쿠 본선 | 동일본 여객철도 도호쿠 본선                    |
| -------------------------------------------- | --------------------------- | ---------------------------------------------- |
| 니시닛포리 오미야 방면                       | 게이힌 도호쿠 선 각역정차   | 우구이스다니 오후나 방면                       |
| JY 08 니시닛포리 내선 순환                   | 야마노테 선                 | JY 06 우구이스다니 외선 순환                   |
| 동일본 여객철도 도호쿠 본선 · 조반선         |                             |                                                |
| JJ 01 우에노 시나가와 방면                   | 쾌속                        | JJ 03 미카와시마 이와키 · 도리데 · 나리타 방면 |
| JJ 01 우에노 시나가와 방면                   | 특별쾌속                    | JJ 05 기타센주 쓰치우라 방면                   |
| 게이세이 전철 본선                           |                             |                                                |
| 게이세이 우에노 방면                         | 게이세이 본선 쾌속 이상     | 아오토 나리타 공항 방면                        |
| 게이세이 우에노 방면                         | 게이세이 본선 보통          | 신미카와시마 나리타 공항 방면                  |
| 도쿄 도 교통국 신교통 닛포리 · 도네리 라이너 |                             |                                                |
| 시·종착역                                    | 닛포리 · 도네리 라이너      | 02 니시닛포리 미누마다이 친수공원 방면         |